# نوري الكوفي
نوري الكوفي هو مؤدٍّ جزائري للموسيقى الأندلسية، اشتهر بكونه شخصية بارزة في الموسيقى الحوزية والعروبية [الفرنسية]، وهو ذخيرة موسيقية تجمع بين الموسيقى الأندلسية والموسيقى الشعبية. 
وهو عازف عود ومطرب متمرس، ويعتبرن جمهوره ساحرًا  عندما يؤدي ببراعة مختاراته الغنائية، مثل "زارني حبيبي البارح"، "في المنام"، "وين نصيبك إذا توحشتك". وهو أيضًا أستاذ موسيقى في مدرسة تلمسان. وفي هذه المدينة نشأ فن الحوزي، المستمد من الموسيقى الأندلسية.

## مساره الفني

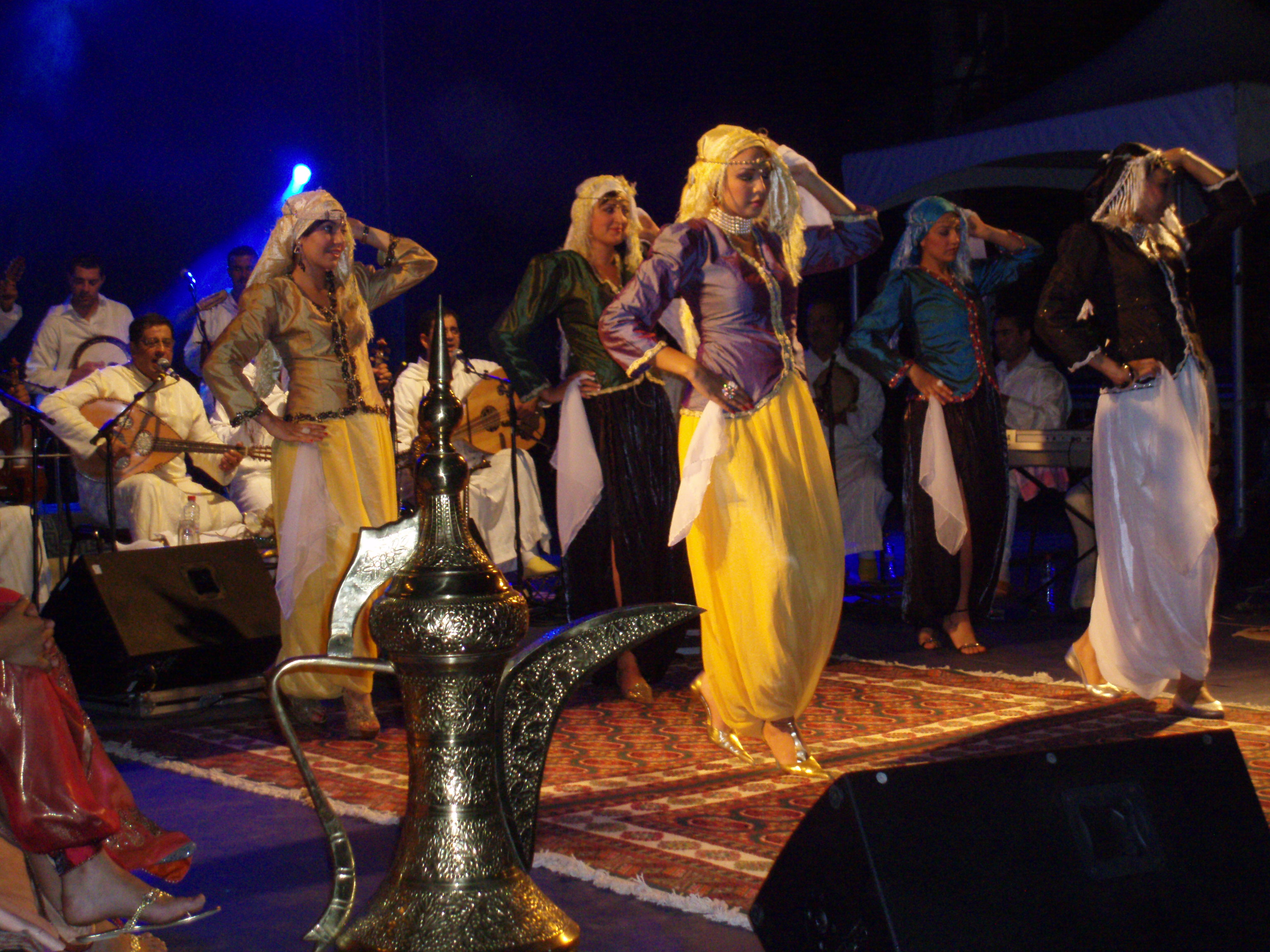
نوري الكوفي في حفل موسيقي

نوري كوفي ولد في 31 ديسمبر 1954 في تلمسان. انضم في سن الثامنة إلى أشهر الجمعيات الموسيقية في المدينة باسم "شوشي"، وتحت رعاية معلمي المدرسة الكلاسيكية مثل حاسين وعبورة وبوعلي. يضيف المؤدي الشاب أبحاثه الخاصة لإتقان العديد من الآلات الموسيقية إلى جانب صفاته الصوتية والإلهام: العود، المندول، الكمان، والرباب.

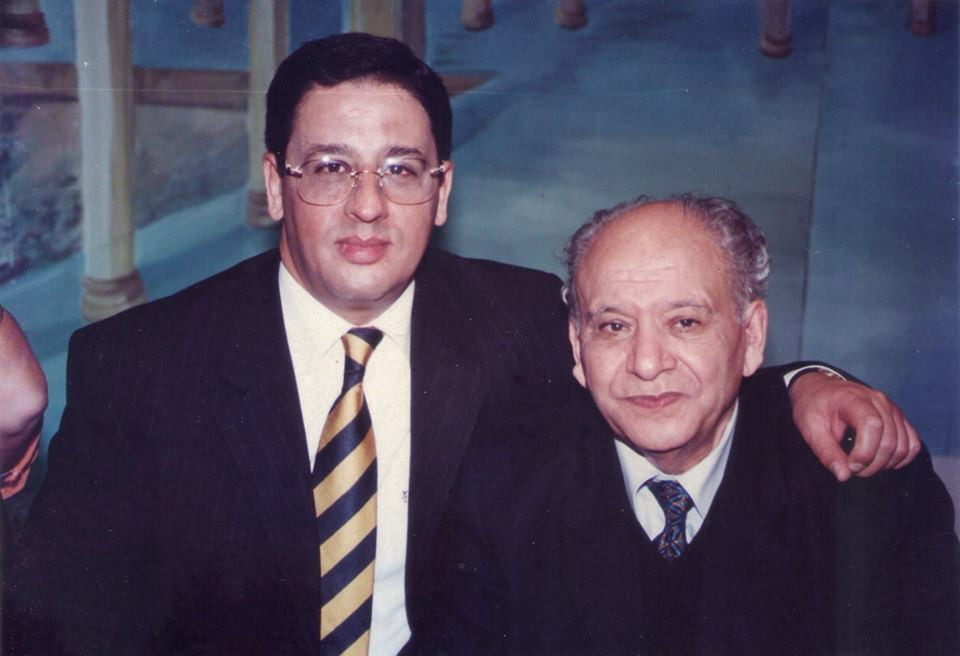
نوري الكوفي والحاج الطاهر الفرقاني

نجح في امتحان القبول لمهنة التعليم وأصبح مُعلِّما في المدارس الابتدائية، وكان هذا منذ عام 1974. أنشأ في الوقت نفسه مجموعة صوتية وجوق من تلاميذ. صدرت أسطوانته الأولى في عام 1977 وتلتها أسطوانات أخرى. انتقل في عام 1983 إلى الجزائر، حيث سجّل أغانٍ لتلاميذ مدارس التعليم الوطني. كما أنشأ شركة تسجيلات خاصة به: النوري فون (Nouriphone). وأصبح أخيرًا متخصصًا في المْسَمَّن، واشتهر في جميع أنحاء العالم الأندلسي.
سجل نوري كوفي أغنية سيدي بومدين الشهيرة في 1981-1982 للبرنامج التلفزيوني "رصد وماية" الذي تقدمه ليلى، وهي أغنية أُلِّفت تكريمًا لشعيب بن الحسين الأندلسي، الملقب بسيدي بومدين، وهو صوفي مدفون في العباد بالقرب من تلمسان. وقد تخطى نص هذه الأغنية الناجحة حدود البلاد.